# Ash Point
Der Ash Point (englisch, in Argentinien Punta Ceniza von spanisch ceniza ‚Asche‘) ist eine Landspitze an der Ostküste von Greenwich Island im Archipel der Südlichen Shetlandinseln. Sie flankiert südöstlich die Einfahrt zur Discovery Bay. An ihrem südöstlichen Ende befindet sich der Bascopé Point.
Teilnehmer der britischen Discovery Investigations in den Jahren 1934 bis 1935 benannten das Kap deskriptiv nach seinem aschefarbenen Gestein.